# Radovesnice I
Radovesnice I település Csehországban, a Kolíni járásban. Radovesnice I Kolín, Křečhoř, Lošany és Kbel településekkel határos. Lakosainak száma 378 fő (2024. január 1.).

## Népesség
A település lakosságának változását az alábbi diagram mutatja:
| Lakosok száma | 342  | 436  | 427  | 430  | 319  | 332  | 357  | 375  | 375  | 378  |
|               | 1869 | 1890 | 1921 | 1950 | 1980 | 2001 | 2017 | 2019 | 2022 | 2024 |